# Nietzsche-Kommentar
Nietzsche-Kommentar ist die Kurzbezeichnung für den Historischen und kritischen Kommentar zu Friedrich Nietzsches Werken (Sigle: NK). Es handelt sich um ein 2008 begonnenes und 2024 beendetes Langzeitprojekt im Rahmen des Akademienprogramms von Bund und Ländern; es war an der Heidelberger Akademie der Wissenschaften angesiedelt. Der Dienstsitz war am Philosophischen und Deutschen Seminar der Albert-Ludwigs-Universität Freiburg.

## Zielsetzung
Das Ziel des Nietzsche-Kommentars ist es, erstmals sämtliche von Nietzsche publizierte oder zur Publikation vorbereitete Werke umfassend zu kommentieren. Trotz der enormen und weltweiten Ausstrahlung von Nietzsches Denken gab es bisher keinen umfassenden Kommentar zu Nietzsches Werken, sondern nur Studien zu einzelnen seiner Publikationen. Diesem Desiderat will der Nietzsche-Kommentar abhelfen, indem er Nietzsches Werke in ihrem historischen Kontext philosophisch und geistesgeschichtlich erschließt.

## Aufbau, Gliederung und Organisation
„Der Kommentar soll die bereits vorhandenen Forschungsergebnisse zusammenführen, systematisieren und erweitern. Die auf einzelne Textpartien bezogenen Erläuterungen werden durch einleitende Überblickskommentare in einen konzeptionellen, strukturellen sowie entstehungs- und wirkungsgeschichtlichen Zusammenhang gestellt. Intensive Kontext- und Quellenforschungen sind dafür unerlässlich.“
Die Kommentar-Bände sind nach Werk-Komplexen chronologisch gegliedert und erscheinen im Verlag Walter de Gruyter (Berlin / Boston):
- Bd. 1/1: Die Geburt der Tragödie, kommentiert von Jochen Schmidt, erschienen 2012 (ISBN 978-3-11-028692-2)
- Bd. 1/2: Unzeitgemässe Betrachtungen I: David Strauss der Bekenner und der Schriftsteller. II: Vom Nutzen und Nachtheil der Historie für das Leben, kommentiert von Barbara Neymeyr, erschienen 2020 (ISBN 978-3-11-028682-3)
- Bd. 1/3: Ueber Wahrheit und Lüge im aussermoralischen Sinne, kommentiert von Sarah Scheibenberger, erschienen 2016 (ISBN 978-3-11-045873-2)
- Bd. 1/4: Unzeitgemässe Betrachtungen III: Schopenhauer als Erzieher. IV: Richard Wagner in Bayreuth, kommentiert von Barbara Neymeyr, erschienen 2020 (ISBN 978-3-11-067789-8)
- Bd. 2/1: Menschliches, Allzumenschliches I, kommentiert von Andreas Urs Sommer, erscheint vorauss. 2025
- Bd. 2/2: Menschliches, Allzumenschliches II, Vermischte Meinungen und Sprüche, kommentiert von Katharina Grätz, erscheint vorauss. 2025
- Bd. 2/3: Menschliches, Allzumenschliches II, Der Wanderer und sein Schatten, kommentiert von Sebastian Kaufmann, erschienen 2024
- Bd. 3/1: Morgenröthe, kommentiert von Jochen Schmidt; Idyllen aus Messina, kommentiert von Sebastian Kaufmann, erschienen 2015 (ISBN 978-3-11-029303-6)
- Bd. 3/2.1 u. 3/2.2: Die fröhliche Wissenschaft, kommentiert von Sebastian Kaufmann, erschienen 2022 (ISBN 978-3-11-029304-3)
- Bd. 4/1: Kommentar zu Nietzsches Also sprach Zarathustra I und II, kommentiert von Katharina Grätz, erschienen 2024 (ISBN 978-3-11-029305-0)
- Bd. 4/2:  Kommentar zu Nietzsches Also sprach Zarathustra II und IV, kommentiert von Katharina Grätz, erschienen 2024 (ISBN 978-3-11-029306-7)
- Bd. 5/1: Jenseits von Gut und Böse, kommentiert von Andreas Urs Sommer, erschienen 2016 (ISBN 978-3-11-029307-4)
- Bd. 5/2: Zur Genealogie der Moral, kommentiert von Andreas Urs Sommer, erschienen 2019 (ISBN 978-3-11-029308-1)
- Bd. 6/1: Der Fall Wagner. Götzen-Dämmerung, kommentiert von Andreas Urs Sommer, erschienen 2012 (ISBN 978-3-11-028683-0)
- Bd. 6/2: Der Antichrist. Ecce homo. Dionysos-Dithyramben. Nietzsche contra Wagner, kommentiert von Andreas Urs Sommer, erschienen 2013 (ISBN 978-3-11-029277-0)[2]

Am Nietzsche-Kommentar arbeiteten mehrere wissenschaftliche Kommentatoren sowie zusätzlich wissenschaftliche Hilfskräfte. Initiiert und von 2008 bis 2014 geleitet wurde der Nietzsche-Kommentar von dem Germanisten Jochen Schmidt, seit 2014 leitete der Philosoph Andreas Urs Sommer die Forschungsstelle; Teilprojektleiter waren die Literaturwissenschaftler Katharina Grätz und Sebastian Kaufmann. Den Vorsitz in der zuständigen wissenschaftlichen Kommission hatte der Theologe Gerd Theißen.

## Bisher publizierte Bände
- Jochen Schmidt: Kommentar zu Nietzsches Geburt der Tragödie = Historischer und kritischer Kommentar zu Friedrich Nietzsches Werken, Bd. 1/1. XXI + 456 Seiten. Berlin / Boston: Walter de Gruyter 2012, ISBN 978-3-11-028683-0.
- Barbara Neymeyr: Kommentar zu Nietzsches Unzeitgemässen Betrachtungen. I. David Strauss der Bekenner und der Schriftsteller. II. Vom Nutzen und Nachtheil der Historie für das Leben = Historischer und kritischer Kommentar zu Friedrich Nietzsches Werken, Bd. 1/2. XXV + 652 Seiten. Berlin / Boston: Walter de Gruyter 2020, ISBN                              978-3-11-028682-3.
- Sarah Scheibenberger: Kommentar zu Nietzsches Ueber Wahrheit und Lüge im aussermoralischen Sinne = Historischer und kritischer Kommentar zu Friedrich Nietzsches Werken, Bd. 1/3. XV + 137 Seiten. Berlin / Boston: Walter de Gruyter 2016, ISBN 978-3-11-045873-2.
- Barbara Neymeyr: Kommentar zu Nietzsches Unzeitgemässen Betrachtungen. III. Schopenhauer als Erzieher. IV. Richard Wagner in Bayreuth = Historischer und kritischer Kommentar zu Friedrich Nietzsches Werken, Bd. 1/4. XXV + 652 Seiten. Berlin / Boston: Walter de Gruyter 2020. ISBN 978-3-11-067789-8.
- Jochen Schmidt und Sebastian Kaufmann: Kommentar zu Nietzsches Morgenröthe. Idyllen aus Messina = Historischer und kritischer Kommentar zu Friedrich Nietzsches Werken, Bd. 3/1. XIII + 611 Seiten. Berlin / Boston: Walter de Gruyter 2015, ISBN 978-3-11-029303-6.
- Sebastian Kaufmann: Kommentar zu Nietzsches Die fröhliche Wissenschaft = Historischer und kritischer Kommentar zu Friedrich Nietzsches Werken, Bd. 3/2.1 u. 3/2.2. XVII + 1.882 Seiten. Berlin / Boston: Walter de Gruyter 2022, ISBN 978-3-11-029304-3.
- Andreas Urs Sommer: Kommentar zu Nietzsches Jenseits von Gut und Böse = Historischer und kritischer Kommentar zu Friedrich Nietzsches Werken, Bd. 5/1. XVII + 939 Seiten. Berlin / Boston: Walter de Gruyter 2016, ISBN 978-3-11-029307-4.
- Andreas Urs Sommer: Kommentar zu Nietzsches Zur Genealogie der Moral = Historischer und kritischer Kommentar zu Friedrich Nietzsches Werken, Bd. 5/2. XVII + 723 Seiten. Berlin / Boston: Walter de Gruyter 2019, ISBN 978-3-11-029308-1.
- Andreas Urs Sommer: Kommentar zu Nietzsches Der Fall Wagner. Götzen-Dämmerung = Historischer und kritischer Kommentar zu Friedrich Nietzsches Werken, Bd. 6/1. XVII + 698 Seiten. Berlin / Boston: Walter de Gruyter 2012, ISBN 978-3-11-028683-0.
- Andreas Urs Sommer: Kommentar zu Nietzsches Der Antichrist. Ecce homo. Dionysos-Dithyramben. Nietzsche contra Wagner = Historischer und kritischer Kommentar zu Friedrich Nietzsches Werken, Bd. 6/2. XXI + 921 Seiten. Berlin / Boston: Walter de Gruyter 2013, ISBN 978-3-11-029277-0.[5]

## Rezeption
Die bisher erschienenen Bände des Nietzsche-Kommentars sind in der Presse und in der Fachwelt wohlwollend aufgenommen worden: „Drei Bände eröffnen einen neuen Kommentar zu Friedrich Nietzsches Werken und setzen damit Maßstäbe. […] So bildet der Kommentar ein unentbehrliches Instrument nicht nur für die Europäische Religionsgeschichte, für die Wissenschaftsgeschichte, sondern für die Religionswissenschaft insgesamt.“ „Erstmals gibt es einen wissenschaftlich hochrangigen, präzise beschreibenden, seriös informierenden und hochinformativen Nietzsche-Kommentar aus konsequent humanistischer, aufklärungs- und demokratiebejahender Perspektive.“ „Die enorme wissenschaftliche Leistung des Kommentars ist exemplarisch an der Erschließung der «Geburt der Tragödie» abzulesen, Nietzsches wirkungsmächtigem, aber auch hochgradig verwirrendem, höchst erläuterungsbedürftigem Frühwerk. Der Kommentar erschließt hier präzise und konturenscharf die Zusammenhänge, die im dionysischen Rausch Nietzsches sonst gerne verschwimmen.“ „Sollte das bisherige Niveau beibehalten werden können, würde bereits die gründliche Lektüre eines einzigen dieser vermutlich 12 Teilbände fast jeden Interpreten, geschweige denn ,normalen‘ Leser, im Informations-, Reflexions- und Kritikniveau erheblich fördern: Nietzsche würde anders und bei weitem scharfsinniger gelesen werden. So könnten die Bände dieses Kommentars auch als Stimulanzien zu sorgsamerer und weniger naiver, affirmativer Lektüre wertvolle Dienste leisten; übrigens nicht nur im Blick auf Nietzsches Texte.“ „Wie auch der Kommentar der Morgenröthe [...] überzeugt der Idyllen-Kommentar durch differenzierte, historisch weit ausgreifende Argumentation sowie die [...] Fähigkeit, gedankliche Zusammenhänge sensibel nachzuzeichnen und sich nicht durch Tricks und Ablenkungsmanöver Nietzsches auf falsche Fährten locken zu lassen.“ „Der Kommentar [...] ist zu einem unerlässlichen Forschungswerkzeug für diejenigen geworden, die sich streng wissenschaftlich mit Nietzsches Philosophie beschäftigen.“

## Open Access Publikation
Seit 2023 stehen die Kommentarbände online open access zur Verfügung und sind über die Verlagsseite frei abrufbar.